# Jean-Charles Jacobs

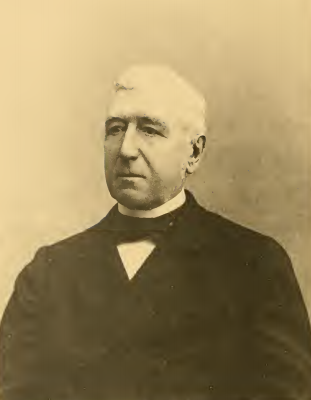
Jean-Charles Jacobs

Jean-Charles Jacobs (Brussel, 1821 - aldaar, 7 februari 1907) was een Belgisch medicus en entomoloog.
Jacobs studeerde af als arts aan de Université libre de Bruxelles maar bleef zijn volledige carrière actief in de studie van de insecten. Hij was student van Constantin Wesmael en toen Jacobs in 1855 een van de negen stichtende leden werd van de "Société entomologique de Belgique" werd Wesmael erevoorzitter. Voorzitter van de nieuwe vereniging werd Edmond de Selys Longchamps.
Jacobs specialiseerde zich in de vliesvleugeligen. Hij werkte daarbij regelmatig samen met Jules Tosquinet. Later volgde de studie van de tweevleugeligen.
Hij bestudeerde ook het werk van de vorsers die deelnamen aan de Belgische Antarctische expeditie die onder leiding van Adrien de Gerlache van 1897 tot 1899 doorging, en kon op die manier als eerste de ongevleugelde muggensoort Belgica antarctica beschrijven: de enige insectensoort op dat continent.